# Alf Pettersson
Alf Sture Pettersson, född 17 februari 1935 i Lilla Harrie församling i Skåne, död 16 december 2006 i Slottstadens församling, Malmö, var en svensk socialdemokratisk politiker. Han gifte sig 1985 med Gun-Britt Lagerkvist, född Borgström.
Pettersson var 1959–1970 ombudsman i Handelsanställdas förbund i Malmö, 1971–1973 riksdagsledamot för Arbetarepartiet Socialdemokraterna (Fyrstadskretsen), 1974–1985 kommunalråd för personalroteln i Malmö kommun och 1988–1991 ordförande i Malmö kommunfullmäktige.
2006 fick Alf Pettersson mottaga Tage Erlanders hedersmedalj.